# Цветовоспроизведение
Цве́товоспроизведе́ние (в полиграфии, цветной фотографии, цветном телевидении и т. д.) — процесс передачи цветов объекта в его цветном изображении.
Цве́товоспроизведе́ние (в колориметрии и других измерительных дисциплинах) — процесс получения измеряемых цветов заданных излучений.
Этим словом обозначается также результат процесса, оцениваемый субъективно (с применением зрительного восприятия) или объективно (физическими методами).
В полиграфии, фотографии, кинематографии и телевидении рассматриваются три стадии цветовоспроизведения как процесса:
1. Анализ цвета
2. Градационные и цветоделительные преобразования
3. Синтез цвета — иногда термин «цветовоспроизведение» употребляется для обозначения только этой стадии.

## Анализ цвета
Анализ цвета, также называемый цветоделением — оптическое преобразование (фильтрация) многоцветного изображения, имеющее целью получение нескольких одноцветных изображений (называемых цветоделёнными).
На практике создаётся три (реже — два или четыре) цветоделённых изображения, соответствующих так называемым основным цветам — синей, зелёной и красной частям спектра.
После собственно оптической фильтрации детали цветоделённых изображений различаются только по интенсивности излучения.
Для получения высокой точности цветоделения кривые спектральной чувствительности приёмников света должны быть максимально близки к кривым излучаемого или пропускаемого света триады основных цветов при аддитивном синтезе цвета. В этом случае регистрация любых, в том числе монохоматических излучений будет происходить подобно тому, как она происходит в зрительной системе человека.
Это условие идеального анализа цвета в фотографии также формулируется как условие правильной регистрации метамерных цветов: визуально тождественные цвета должны быть и фотографически тождественны.

### Способы анализа цвета
- Временно́е деление
  - Цветная фотография методом тройной экспозиции — самый старый метод цветоделения, последовательное применение трёх светофильтров и получение трёх монохромных негативов.
- Пространственное деление светового потока на различные приёмники полных цветоделённых изображений
  - В телевизионных и в ряде полиграфических процессов осуществляется построением оптических систем со светофильтрами, призмами, дихроичными зеркалами.
  - 3CCD системы.
- Послойное деление светового потока в светочувствительном материале:
  - В цветных хромогенных фотоматериалах осуществляется выбором типов сенсибилизации светочувствительных слоёв цветной плёнки и последовательной фильтрацией света.
  - В Foveon X3 матрицах осуществляется с использованием дисперсных свойств кремния и по глубине слоя.
- Пространственное деление изображения на мелкие цветные элементы:
  - В матрицах большинства современных фотоаппаратов и видеокамер — Массив цветных фильтров.
  - В автохромном процессе — зёрна цветного фильтра.
- Деление внутри одиночного элемента изображения
  - RGB-матрица Nikon.

## Градационные и цветоделительные преобразования
Приведение цветоделённых изображений к виду, пригодному для последующей передачи и обработки.
Градационные преобразования рассматривают каждый канал по отдельности как отдельное чёрно-белое изображение.
Цветоделительные преобразования рассматривают совокупность каналов, их также называют перекрёстными.
Суть цветоделительных преобразований непосредственно связана с последующим синтезом.
Так, при субтрактивном синтезе цветоделительные преобразования определяются спектральными характеристиками красителей.
При аддитивном — основными параметрами, определяющими цветоделительные преобразования, являются спектральные характеристики конечного устройства воспроизведения изображения (например, телевизионного экрана в случае телевидения).

### Телевидение
К цветоделительным преобразованиям относится формирование в композитном телевизионном сигнале яркостной и цветоразностных компонент передающей телевизионной аппаратурой и последующая их дешифровка в телевизионном приёмнике.

### Цветная плёнка
В современной плёночной фотографии суть таких преобразований заключается в цветном проявлении многослойного цветного фотоматериала. В результате в каждом слое возникает своё цветоделённое изображение, состоящее из частичек своего красителя — обычно жёлтого, пурпурного и голубого.

## Синтез цвета
Синтез цвета — заключительная стадия цветовоспроизведения, собственно воспроизведение различных цветов на основе выбранных основных цветов. Синтез производится одним из двух основных способов: аддитивным и субтрактивным.

### Аддитивный синтез цвета
Аддитивный синтез цвета основан на сложении цветов, непосредственно излучающих объектов. Метод основан на особенностях строения зрительного анализатора человека, в частности на таком явлении как метамерия.

### Субтрактивный синтез цвета
Субтрактивный синтез цвета — получение цвета путём вычитания из спектрально-равномерного белого цвета отдельных спектральных составляющих.
 Примеры: CMYK, RYB.

## Оценка точности
Точность цветовоспроизведения может быть оценена тремя принципиально различными способами:

### Физическая оценка
Физически точным называется цветовоспроизведение, при котором спектральное распределение излучения, испускаемого, пропускаемого или отражённого любым участком изображения объекта, совпадает (с некоторой точностью) со спектральным распределением излучения от соответствующего участка самого объекта.
Важными условиями физически точного цветовоспроизведения являются:
- цветовое многообразие оригинала не должно быть шире пространства цветов, охватываемого конкретным способом цветовоспроизведения.
- Рассматривание оригинала и его изображения должно осуществляться при одинаковых условиях освещения.

### Физиологическая (колориметрическая) оценка
Физиологически точным называется цветовоспроизведение, при котором излучение, испускаемое, пропускаемое или отражённое любым участком изображения, визуально тождественно излучению от соответствующего участка оригинала по основным объективным (колориметрическим) характеристикам цвета.

### Психологическая оценка
Психологическая оценка точности цветовоспроизведения основана на субъективном восприятии. Психологически точным называется такое цветовоспроизведение, при котором изменение цвета любой детали изображения влечёт за собой снижение его качества, оцениваемого по зрительному впечатлению. Определение этого метода оценки дал Н. Д. Нюберг. В данной оценке используется и подчёркивается важность получения адекватных оригиналу соотношений между цветами для всей совокупности деталей, а не абсолютные характеристики каждого участка изображения.
Психологически точное цветовоспроизведение может быть достигнуто в том случае, если градационные цветоделительные процессы укладываются в пределы допустимых цветовых преобразований (при заданных, заранее оговорённых условиях рассматривания).